# Joan Lerma
Pour les articles homonymes, voir Blasco.
Joan Francesc Lerma i Blasco, né le 15 juillet 1951 à Valence, en Espagne, est un homme politique espagnol, membre du Parti socialiste ouvrier espagnol (PSOE).
Il est président de la Généralité valencienne, entre 1983 et 1995, puis ministre des Administrations publiques jusqu'en 1996.

## Biographie

### Formation et activité professionnelle
Sur le plan de ses référents symboliques, il se déclare influencé dans sa jeunesse par le blasquisme et le sorollisme,.
Après avoir obtenu une licence de sciences économiques et entrepreunariale à l'université de Valence en 1976, il travaille pour les sociétés Rank Xerox et Sociedad de Estudios Sigma, SA, situées à Valence. Il les abandonne rapidement, afin de se consacrer pleinement à sa carrière politique.

### Ascension politique
Initialement militant trotskiste, il adhère aux Jeunesses socialistes, par entrisme, en 1973. Il rejoint l'année suivante l'Union générale des travailleurs (UGT), puis le Parti socialiste ouvrier espagnol (PSOE) en 1975. 
En 1976, il est élu secrétaire général de la fédération du parti dans la province de Valence, puis devient secrétaire aux Relations politiques du Parti socialiste du Pays valencien-PSOE (PSPV-PSOE), nouvelle fédération socialiste du Pays valencien, en 1978. La même année, il entre au conseil du Pays valencien, organisme pré-autonomique de la Communauté autonome, en tant que responsable pour le Travail,,,.

### Avant l'autonomie valencienne
Il est élu député de la circonscription de Valence lors des élections générales du 15 mars 1979, puis est désigné le 29 juillet secrétaire général du PSPV-PSOE, au cours d'un congrès extraordinaire,. Réélu député en 1982, il fait partie de la commission de rédaction du statut de Benicàssim,, qui servira de base au statut d'autonomie de la Communauté valencienne, approuvé cette même année.
Il est nommé président de la Généralité valencienne le 12 août 1982 par le Parlement « transitoire » (Corts transitòries) formé en attendant les premières élections autonomiques valenciennes. Il démissionne du Congrès des députés cinq mois plus tard, le 15 février 1983.

### Président de la Généralité valencienne
Aux élections régionales, organisées le 8 mai suivant, le PSPV-PSOE, dont il est chef de file, remporte une nette victoire avec 51,7 % des voix et 51 députés sur 89. Le 24 juin 1983, à seulement 31 ans, Lerma devient officiellement le premier président de la Généralité valencienne — fin novembre 1982, il a succédé à Enrique Monsonís, président démissionnaire du conseil du Pays valencien. Du fait de la percée du Centre démocratique et social (CDS) aux régionales du 10 mai 1987, il recule de dix points et neuf sièges, perdant sa majorité absolue. Il passe alors un accord avec la Gauche unie du Pays valencien (EUPV) qui lui permet d'être investi pour un deuxième mandat. Lors du scrutin du 26 mai 1991, il retrouve sa majorité absolue de justesse, obtenant 45 sièges avec 43,2 % des suffrages exprimés.
Son mandat est marqué par la mise en place du statut d'autonomie, qui consiste à créer une administration régionale, retrouver et renforcer l'identité culturelle valencienne. Dans le même temps, il développe une politique d'accords avec les partenaires sociaux qui permet le lancement de deux plans économiques entre 1984 et 1991.
En décembre 1994, son troisième gouvernement autonomique est le premier à reconnaître en Espagne l'union civile — étendue aux homosexuels.
Choisi pour présider le XXXIIIe congrès fédéral du PSOE en 1994, qui consacre le Valencien Ciprià Ciscar au poste de secrétaire à l'Organisation, numéro trois de l'appareil du parti, il échoue, au cours des élections régionales du 28 mai 1995, à conserver le pouvoir face au conservateur Eduardo Zaplana, qui remporte la majorité relative avec 43,2 % des voix et 42 élus, contre 34,3 % des suffrages et 32 sièges pour les socialistes.

### Carrière nationale
Il est officiellement remplacé par Zaplana le 2 juillet suivant, et est nommé le même jour ministre des Administrations publiques dans le dernier gouvernement de Felipe González. Cette nomination poursuit alors le double objectif de faciliter les relations entre le gouvernement central et les nationalistes basques et catalans, mais aussi à récompenser le chef de gouvernement régional dont la défaite était la plus liée à la politique menée au niveau national. Il est élu sénateur à la fin du mois par le Parlement valencien.
Il quitte le gouvernement à la suite de la victoire du Parti populaire (PP) aux élections générales du 3 mars 1996, mais continue de siéger à la chambre haute. En juillet 1997, il renoncer à diriger le PSPV-PSOE, un mois après avoir fait son entrée à la commission exécutive fédérale du PSOE, en tant que secrétaire exécutif chargé de l'emploi, sous la direction de Joaquín Almunia. La fédération valencienne choisit pour le remplacer le député Joan Romero, perçu comme un rénovateur et qui l'emporte de trois voix sur le député régional Antonio Moreno, partisan de la continuité et soutenu par Lerma.
Il est porté deux ans plus tard à la présidence, principalement honorifique, du PSPV-PSOE, lors d'un congrès très tendu qui voit l'élection de Joan Ignasi Pla au poste de secrétaire général, ainsi que la sienne, avec seulement 43 % des voix, et marqué par l'affrontement entre Ciprià Ciscar, incapable de réunir les soutiens nécessaires pour être candidat à la direction du parti, et Antoni Asunción, finalement abandonné par Pla. Il démissionne le 21 septembre, à peine deux jours après son élection, du fait des divisions créées par le résultat du congrès, qui se voit annulé par la direction nationale.
Il renonce à ses fonctions nationales dans l'appareil socialiste après la lourde défaite du parti aux élections générales, tout en conservant son siège de sénateur. Quatre ans plus tard, après la victoire socialiste lors des élections générales, il remplace Juan José Laborda comme porte-parole du groupe PSOE au Sénat. À la suite de la démission de Joan Ignasi Pla du secrétariat général du PSPV-PSOE, il est nommé président de la direction provisoire (comisión gestora ) de la fédération, formée en vue de diriger celle-ci jusqu'au congrès de 2008, au cours duquel Jorge Alarte devient secrétaire général. Après les élections générales de 2008, il est remplacé par Carmela Silva comme porte-parole du groupe socialiste et prend la présidence de la commission générale des communautés autonomes.

### Vie privée
Il est marié et a un fils.[réf. nécessaire]